# Milivoj Ašner
Milivoj Ašner (następnie pod nazwiskiem Georg Aschner; ur. 21 kwietnia 1913 w Daruvarze, zm. 14 czerwca 2011 w Klagenfurt am Wörthersee) – dowódca jednego z pułków ustaszy w czasie II wojny światowej, poszukiwany przez Centrum Szymona Wiesenthala oraz Interpol.
Były szef policji miasta Požega. Kierował prześladowaniami i deportacją setek Serbów, Żydów i Cyganów. Podpisywał wyroki śmierci na więźniów w obozach koncentracyjnych.
Oskarżany był o zbrodnie wojenne i zbrodnie przeciwko ludzkości. Znajdował się na 4. miejscu listy najbardziej poszukiwanych przez Centrum Szymona Wiesenthala. Na stronach Interpolu przy jego nazwisku widniała prośba, by ten, kto wie cokolwiek o jego miejscu pobytu, natychmiast powiadomił o tym policję.
Rezydował w austriackim Klagenfurt am Wörthersee, jednak władze austriackie nie chciały go wydać.